# Joachim Friedmann

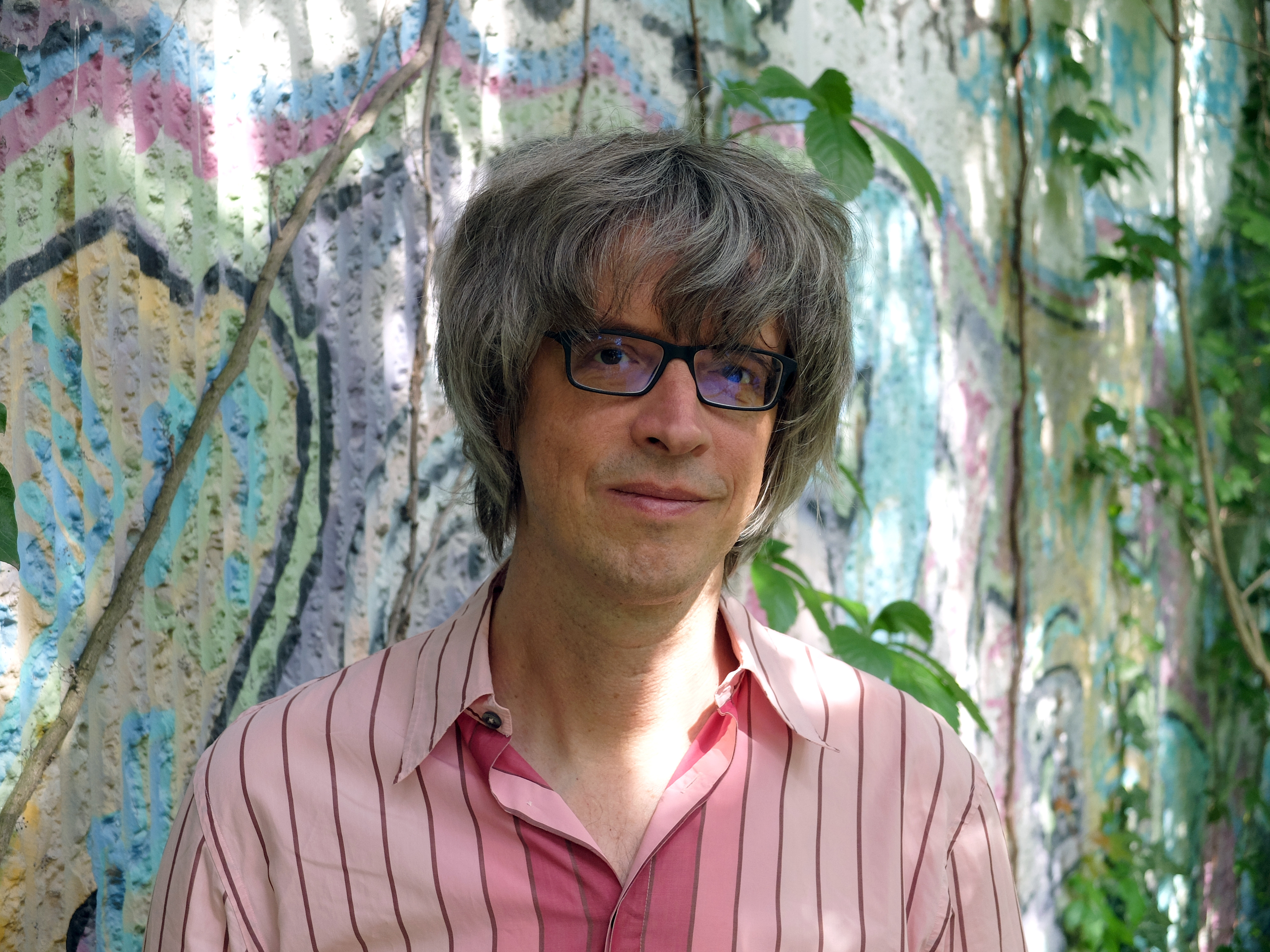
Joachim Friedmann 2016

Joachim Friedmann (* 8. Oktober 1966 in Sapporo) ist ein deutscher Comic-, Drehbuch- und Computergame-Autor.

## Leben
Als Sohn eines Deutschlektors an der Universität Sapporo wuchs Joachim Friedmann bis 1971 auf Hokkaidō und anschließend in Marburg auf. Zu Beginn studierte er Kunstgeschichte, Anglistik und Japanologie, von 1989 bis 1995 studierte er Kulturwissenschaften in Hildesheim. 2016 wurde er mit einer Arbeit zu Transmedialem Erzählen an der Europa-Universität Viadrina in Frankfurt(Oder) zum Dr. phil. promoviert.
Als Comic-Autor veröffentlichte Friedmann mit dem Zeichner Henk Wyniger die Geschichte Seite 756. Es folgte ein Vertrag für Friedmann und Wyniger beim Carlsen-Verlag mit der eigenen Comic-Reihe um die Helden Lais und Ben (1990–1992). Für die Figuren nahmen sich Autor und Zeichner selbst als Vorbild. Auf das zweibändige Abenteuer folgte – in Zusammenarbeit mit Oliver Hirschbiegel – die Comic-Adaptation des Zwei-Kanal-Krimis Mörderische Entscheidung. Außerdem schrieb Joachim Friedmann zwischen 1997 und 2003, damals als einziger deutscher Autor fünf Donald-Duck-Comics, parallel dazu erstellte er zahlreiche Übersetzungen von Duck-Comics für Disney.
Nachdem Friedmann 1994/95 für Carlsen einen zweibändigen Comic zur Serie Lindenstraße schrieb, arbeitete er als Comic-Autor für die Internetpräsenz der Serie. 1997 wechselte er ins Autorenteam der Fernsehserie, die vier Jahre später mit dem Adolf-Grimme-Preis 2001 in Gold ausgezeichnet wurde. Bis 2002 schrieb Joachim Friedmann 52 Episoden für die Serie. Er heiratete Sybille Waury, eine der Hauptdarstellerinnen (Tanja Schildknecht) der Serie. Seither arbeitete Joachim Friedmann als Drehbuchautor für die Serien Für alle Fälle Stefanie, Die Camper, Nicht von dieser Welt, Klinik am Alex, Hinter Gittern, In aller Freundschaft, Der letzte Bulle und Gute Zeiten, schlechte Zeiten. Von 2015 bis 2019 arbeitete er als Story Editor für die ARD-Serie In aller Freundschaft – Die jungen Ärzte. Für das TV Movie «Die jungen Ärzte – Ganz in Weiss» schrieb er 2018 das Drehbuch.
Er verfasste außerdem die Synchronbücher für die japanische Anime-Serie Lupin III und erhielt 2004 den „Sat.1-Talent-Award“ für das beste Sitcomkonzept.
Seit 2011 ist Friedmann Autor von Computer- und Online-Spielen. Für Microsoft Deutschland entwickelte er das Lernspiel „Die Schlaumäuse“, das 2013 mit dem „Digita“, dem deutschen Bildungsmedienpreis, ausgezeichnet wurde. Für den DFB ist er 2014 Konzepter und Autor für den Internetauftritt des DFB-Maskottchens «PAULE».
Neben seiner Arbeit als Autor arbeitet Joachim Friedmann, den die Taz als „Pionier in der Ausbildung von Serienautor*innen“ bezeichnet, als Dozent und Ausbilder. Er lehrt Dramaturgie und kreatives Schreiben, u. a. an der Universität Hildesheim an der Filmhochschule Babelsberg in Potsdam, an der Hamburg Media School und am Institut für Schauspiel, Film- und Fernsehberufe in Berlin. 2017 wurde er zum Professor für Serial Storytelling an der Internationalen Filmschule Köln berufen. Seitdem lehrt er im internationalen Kontext, u. a. in Marokko und an der University of Nigeria. Weiterhin ist Friedmann als Coach und Berater für die Wirtschaft tätig. Seit 2012 leitet er unter anderem Seminare und Workshops zu den Themengebieten Kreativitätstraining, Kommunikationskompetenz und strategische Business-Kommunikation durch Storytelling. Zum Thema Storytelling und narrative Gestaltung verfasste Friedmann zudem Lehrbücher in deutscher und englischer Sprache.  Seit 2024 ist er Professor für interaktive Dramaturgie an der HAW Hamburg.

## Werke
- Storytelling for Media. UVK/UTB, München 2021. ISBN 978-3-8252-5764-4
- Storytelling: Einführung in Theorie und Praxis narrativer Gestaltung. (= 5237 UTB) UVK Verlag, München 2018, ISBN 978-3-8252-5237-3.
- Transmediales Erzählen: Narrative Gestaltung in Literatur, Film, Graphic Novel und Game. 2016, ISBN 978-3-7445-1147-6